# Танкобон

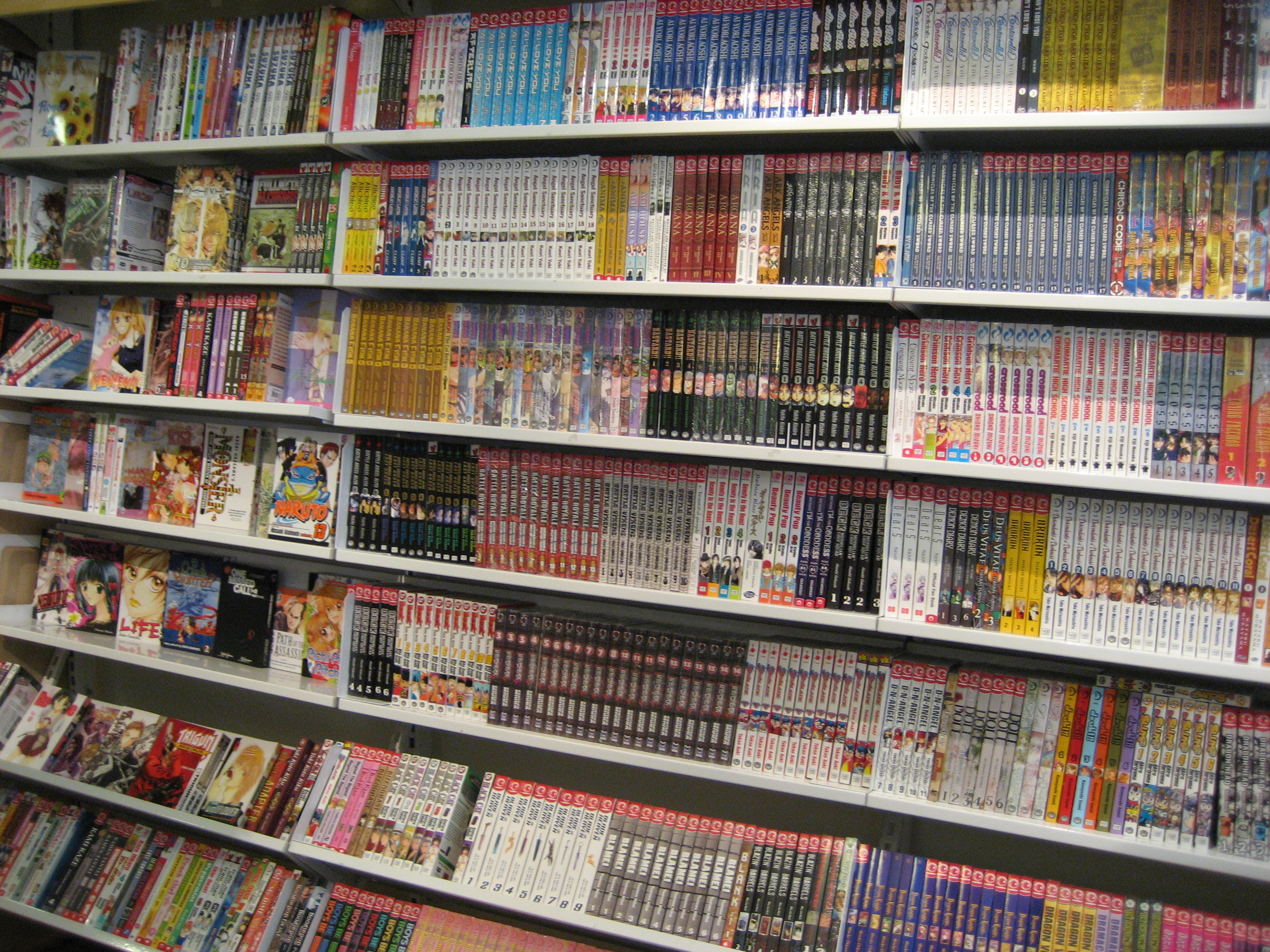
Полиці з манґою у танкобонах

Танкобон (яп. 単行本, たんこうぼん) — книга, видання манґи окремим томом на відміну від журнального варіанту.
Танкобон, як правило, налічує близько 200 сторінок, має розмір із звичайну книгу кишенькового формату, м'яку обкладинку, якісніший, ніж в журналах, папір, а також комплектується суперобкладинкою. Можуть виходити одночасно фізичні та електронні копії. Починаючи з 2010 року, було багато випадків публікацій у вигляді м'якої обкладинки, не переходячи в книги. У коміксах кожна мітка називається танкобон, навіть не зважаючи на те, що вона серіалізується у тому самому форматі (застосовно до визначення серії). Це, мабуть, пов'язано з тим, що слово танкобон використовується як синонім «опублікований у журналі». За межами Японії японські комікси називають танконом. В основному він публікується в одному томі, але якщо сторінок багато, він публікується в окремих томах. У деяких випадках після публікації у вигляді книги вона буде видана як роман. У рідкісних випадках, як-от манґи Ома-сан, Міюкі Міябе та Пентер Люметер. Існує як манґа, що відразу вийшла у вигляді танкобонів (наприклад, хентайна), і така, що ніколи так і не вийде, бо недостатньо успішна.

## Спеціальні формати

### Канзенбан
Канзенбан (яп. 完全版, kanzenban, досл. «ідеальне повне видання») — ще один термін, який іноді використовується для позначення типу спеціального видання. Канзенбан типово має формат A5 (148 мм × 210 мм, 5,8 дюйм × 8,3 дюйм) і містить всі індивідуальні обкладинки, кольорові сторінки та побічні історії з оригінального видання у журналі, які зазвичай не входять в звичайні видання у чорно-білому форматі танкобонів.

### Вайдбан
Вайдбан (яп. ワイド版, waidoban, досл. «широке видання») — видання у форматі більшому за (A5 формат) звичайне видання танкобон. Багато манґи, особливо у жанрах сейнен та дзьосей, видаються у вайдбан-виданнях після закінчення їньої публікації у журналах, та ніколи не видаються у звичайних танкобон-форматах, як сьонен чи сьодзьо. Якщо серія спочатку була видана у танкобонах, а потім перевидана у вайдбанах, то кожен том буде містити більше сторінок і перевидання буде мати менше томів. Наприклад манґа Inuyasha спочатку була видана у 56-ти танкобонах, але потім була перевидана у 30-ти вайдбанах.

### Сінсобан
Схожий на вайдбан, сінсобан (яп. 新装版, shinsōban, досл. «редекороване видання») або токусобан (яп. 特装版, tokusōban, досл. «спеціально переплетене видання») — спеціальне видання з (зазвичай) новою обкладинкою. Томи в таких виданнях зазвичай мають нові кольорові сторінки та інші додаткові матеріали. Наприклад, у 2003 році манґа «Сейлор Мун» у сінсобан-виданні була значно відредагована, деякі сторінки були повністю перемальовані та більшість діалогів були переписані авторкою. Глави також були перерозподілені, щобю вміститися у 12 томів замість 18.